# Alexander Smolyar
Alexander Smolyar (Iujno-Sakhalinsk, 19 de julho de 2001), é um automobilista russo.

## Carreira

### Campeonato de Fórmula 3 da FIA
Em 22 de dezembro de 2019, foi anunciado que Smolyar havia sido contratado pela equipe ART Grand Prix para a disputa da temporada de 2020 do Campeonato de Fórmula 3 da FIA. Ele permaneceu com a equipe para a disputa da temporada de 2021.
Em 20 janeiro de 2022, foi anunciado que Smolyar havia sido contratado pela MP Motorsport para a disputa da temporada de 2022. Ele foi forçado a perder a rodada de Silverstone por não poder chegar ao Reino Unido devido a problemas de visto, e foi substituído por Filip Ugran. Ele voltou ao seu lugar para os eventos restantes e conquistou sua única vitória da temporada na corrida rápida de Budapeste. Smolyar terminou em décimo na classificação geral, sendo o piloto mais bem colocado a ter perdido uma rodada.